# Renault Frégate
Die Renault Frégate war ein Personenkraftwagen der oberen Mittelklasse, den der französische Automobilhersteller Renault zwischen 1951 und 1960 produzierte.

## Geschichte

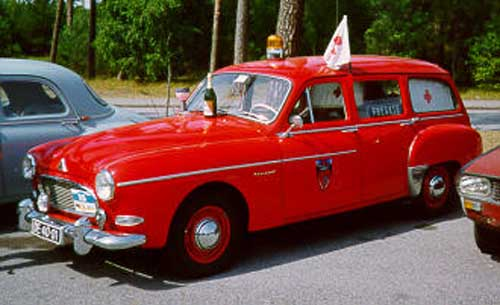
Renault Frégate Domaine
(1956–1960)

Planungen für ein Modell in dieser Klasse begannen schon während des Zweiten Weltkrieges, parallel zur Entwicklung des Renault 4CV. Es entstand sogar ein Prototyp, doch wurde die Entwicklung zu Gunsten des wichtigeren 4CV-Projekts zurückgestellt. Die Entwürfe wurden nach dem Krieg ad acta gelegt, das neue Modell musste komplett neu entwickelt werden.
Die Frégate wurde auf der Pariser Autoausstellung 1950 vorgestellt, die ersten Exemplare wurden im November 1951 ausgeliefert. Der Motor hatte einen Hubraum von 1996 cm³ und leistete 60 PS (44 kW). 1956 kam die fünftürige Kombiversion Domaine auf den Markt. Angeboten wurde nun auch ein Motor mit 2141 cm³ Hubraum und – nach SAE-Norm – 77 PS (57 kW) bei 4400/min. Das maximale Drehmoment betrug 157 Nm bei 2200/min. Das Getriebe hatte vier Gänge, der Schalthebel saß an der Lenksäule. Später war auch eine Automatik mit drei Stufen erhältlich. Die Vorderräder waren an doppelten Dreieckslenkern aufgehängt. Die Frégate war einer der ersten Serienwagen mit Schräglenkerhinterachse. Rundum gab es Trommelbremsen (vorne Duplex).
Bis zum Ende der Produktion im Jahr 1960 wurden 163.383 Frégates im Werk in Flins-sur-Seine, Frankreich, gebaut. Nachfolger wurde indirekt der Rambler-Renault, ein von Renault in Belgien montierter AMC Rambler Classic. Der kleinere R16 war ab 1965 Renaults eigenes Spitzenmodell. Ab 1975 bot Renault mit dem R30 und dem R20 wieder ein Auto in ähnlicher Größe an.

## Trivia
Der Präsident des Renault-Konzerns, Pierre Lefaucheux, verunglückte am 11. November 1955 auf dem Weg nach Straßburg zu einem Vortrag in einer Frégate tödlich. Er steuerte den Wagen selber und kam in einer Kurve auf Glatteis ins Schleudern.